# Jack Wall
Jack Wall (Phoenixville, Pennsylvania, 1964) is een Amerikaans componist van computerspelmuziek. Hij heeft muziek geschreven voor meer dan twintig spellen, waaronder de Myst-franchise, Splinter Cell, Jade Empire, Mass Effect en Call of Duty.

## Carrière
Wall begon vrijwel direct in de computerspelindustrie als componist van het spel Vigilance dat uitkwam in 1997. De muziek hiervoor werd hoofdzakelijk in orkestrale stijl geschreven. In 2001 schreef hij muziek voor Myst III: Exile waar hij bekend werd als componist.
In 2002 werd Wall een van de mede-oprichters van de Game Audio Network Guild (G.A.N.G.). In 2005 richtte hij met componist Tommy Tallarico de Video Games Live concertserie op, waar hij werkte als dirigent voor de internationale concert tour.
Wall won meerdere prijzen voor zijn muziek van de computerspellen Myst III: Exile, Myst IV: Revelation, Rise of the Kasai, Jade Empire, Mass Effect en  Mass Effect 2.